# Aslanbek Boulatsev
Aslanbek Soltanovitch Boulatsev (russe : Асланбек Солтанович Булацев), né en 1963 à Mikhaïlovskoïe, dans le Raïon Prigorodny en Ossétie du Nord, RSFS de Russie (alors en Union soviétique), est un homme politique et dirigeant ossète.

## Biographie
Citoyen russe, il est d'abord chef du pôle financier du Service fédéral de sécurité de la fédération de Russie (SBU) en Ossétie du Nord. À partir de 2008, il devient chef du service des impôts, toujours en Ossétie du Nord. Le 22 octobre 2008, il est nommé Premier ministre de l'Ossétie du Sud par le parlement sud-ossète,.
Boulatsev est démis de ses fonctions par décret, officiellement pour raison de santé, le 4 août 2009, et son gouvernement dissout,,. Il est remplacé par Vadim Brovtsev,.